# Janus Friis
Janus Friis (pronunciado como ˈjæːnus ˈfʁiːˀs; nacido el 26 de junio de 1976 en Copenhague)  es un empresario danés conocido por cofundar la aplicación para compartir archivos Kazaa, y la aplicación de llamadas en línea entre pares Skype. En septiembre de 2005, él y su socio Niklas Zennström vendió Skype a eBay por $2.6 mil millones. Friis mantuvo los derechos de propiedad a Silver Lake Partners hasta la venta de la marca Skype a Microsoft para $8.5 mil millones en mayo de 2011.
Friis y Zennström también desarrollaron Joost - una aplicación de software para interactuar programas de televisión y vídeos de la Web. Las acciones de este servicio fueron adquiridas por Adconion Media Group en noviembre de 2009. Independientemente, Friis fundó el servicio de sintonización Vdio en 2011.
Friis y Ahti Heinla cofundaron Starship Tecnologías, en 2014, para desarrollar un miniservicio de entrega automatizada.

## Trayectoria
Friis no tuvo una educación superior formal, abandonó el colegio antes de trabajar en el soporte de CyberCity, uno de los primeros proveedores de Internet de Dinamarca. Él conoció a Zennström en 1996. Durante ese tiempo, Zennström fue jefe de Tele2 en Denmark, y Friis fue contratado para iniciar su soporte personalizado. Friis y Zennström trabajaron en conjunto en Tele2 para el lanzamiento get2net, otro proveedor danés, y el portal everyday.com.
Después de ello, los socios decidieron salir de Tele2. Friis se mudó al minidepartametno de Zennström en Ámsterdam en enero de 2000 cuando desarrollaron KaZaA, la empresa responsable en desarrollar el protocolo FastTrack.
Desde el éxito de la tecnología peer-to-peer de KaZaA, el dúo cofundó Joltid, una compañía de software que desarrolla y comercializa soluciones de peer-to-peer y tecnologías de optimización de tráfico peer-to-peer para empresas.
Friis es también cofundador de Altnet, una red que vende música comercial a los usuarios de KaZaA.
En 2010 Friis fundó el servicio de música en línea Rdio con Zennstroem. El servicio quedó en bancarrota November 2015 y fue absorbido por Pandora Radio por $75 million.
En 2014 Friis y Ahti Heinla fundaron Starship Technologies para desarrollar robots de transporte liviano. En septiembre de 2016, los robots tomaron las calles de San Francisco para realizar una prueba autorizada por la ciudad. También se realizó pruebas en Suiza.
En el mismo año Friis forma parte de los inversionistas de la aplicación de mensajería Wire.

## Premios
Friis fue nombrado por Time Magazine en la lista de las 100 personas más influyentes en 2006.
En 2006 Janus Friis obtuvo el premio IT-prisen en su casa natal, dado por el danés IT industry y IDG, por su trabajo e innovación.
Él y Zennström fueron coreceptores de la edición 2006 de la Wharton Infosys Business Transformation Award, dado a empresas e individuales que aprovecharon y transformaron las tecnologías de información en una industria o sociedad globalmente.

## Vida personal
Estuvo comprometido con la cantautora danesa Aura Dione hasta su finalización en abril de 2015.